# ميلدريد ولف
ميلدريد ولف (بالإنجليزية: Mildred Wolfe)‏ هي رسامة أمريكية، ولدت في 23 أغسطس 1912 في سيلينا في الولايات المتحدة، وتوفيت في 11 فبراير 2009 في جاكسون في الولايات المتحدة بسبب قصور القلب.